# Mino Durand
Mino Durand (Ceriana, 1936 – Milano, 15 gennaio 2005) è stato un giornalista italiano.

## Biografia
Nato a Ceriana in provincia di Imperia nel 1936, Gerolamo Durand detto Mino, era figlio di un direttore di banca. All’età di otto anni, dopo esser caduto battendo un ginocchio, a seguito di una infezione causata da un virus era dato per spacciato ma un medico si accorse che respirava ancora. Fu curato con un nuovo farmaco, la penicillina, ma ugualmente occorsero quattro anni di ospedale. Non recuperò mai del tutto l’uso dell’arto e per questo gli amici lo chiamavano “gambamatta”.
Nel 1958 esordì giovanissimo al Corriere della Sera. Negli anni 60 fu uno dei protagonisti giovani del Corriere. Gli aveva fatto da maestro un nome illustre, Giovanni Grazzini, prima di passare alla cronaca ed alla «grande cronaca» di Franco Di Bella. ogni anno partiva per Sanremo per il Festival e ne faceva la cronaca, come pure per altre importanti manifestazioni canore. Col tempo anche lui diventò un punto di riferimento per i nuovi assunti ai quali faceva da tutore. Negli anni 70, per il Corriere, seguì i maggiori fatti di cronaca del Nordest, dal dilagare dei ladri d’auto, un fenomeno nuovo per l’Italia di allora,alle vicende del bandito sardo Graziano Mesina e ai suoi legami con il terrorismo dei NAP, a rapimenti ed efferati assassini perpetrati in quegli anni.
Nel 1979 fu chiamato a dirigere l'Eco di Padova, un quotidiano di cronaca locale creato da Rizzoli nel 1977.Nel luglio di quell'anno gli fu assegnato il premio Palladio d'oro 1979; assieme a lui fu premiato il sociologo Sabino Acquaviva.Successivamente fu direttore del quotidiano Alto Adige dal 1º agosto 1980 all’8 settembre 1983.Poi, dal 1984 al 1986, tornò di nuovo al Corriere come capo-settore degli “interni”.
Infine fu chiamato a Varese dall’editore Roberto Ferrario per una duplice esperienza come direttore del quotidiano La Prealpina, dal 1986 al 1992 e dal 1999 al 2003, con la quale Durand concluse la sua carriera. Sempre a Varese, dal 1989 ai primi anni 1990, fece parte della giuria letteraria del Premio Chiara.
Morì a Milano, all’Ospedale San Raffaele, il 15 gennaio 2005.